# Мехит
Мехит в древноегипетската митология е второстепенна богиня лъвица, омъжена за Онурис. Отъждествяват я със Сехмет като по-мирната ѝ асоциация. Предполагало се,че тя някога била частица от Сехмет,но войнствената богиня я повърнала и въплътила като отделна. Днес се смята,че Мехит винаги била самостоятелно божество,за кратък период око на Ра,но после изместена по успеваемост от Сехмет.
След това поражение Мехит загубила по-голямата част от силата си, бързо забравена, култът към нея бил занемарен. По-късно се отказала от безсмъртие и се оттеглила в подземната лечебница на Таурт.
Рик Риърдън я посочва накратко в речника на своята книга „Огненият престол”.